# Herzogenrath
Herzogenrath (Nederlands: 's-Hertogenrade, Frans: Rode-le-Duc, Limburgs: Hertseraoj (Nederland en België) en Ripuarisch: Herzeroa (Nederland en Duitsland), is een plaats in de Duitse deelstaat Noordrijn-Westfalen, gelegen in de Stadsregio Aken. De stad telt 46.225 inwoners (31 december 2020) op een oppervlakte van 33,40 km². Naburige steden zijn Übach-Palenberg, Baesweiler, Alsdorf, Würselen, Aken en Kerkrade. Samen met het aangrenzende Kerkrade vormt Herzogenrath de Europastad Eurode. 

## Dialect
In Herzogenrath wordt, evenals in Kerkrade, vanouds een vorm van Ripuarisch gesproken. Dit is een in de basis Duitse taalvariant die door de, in het westen aangrenzende, Limburgse dialecten beïnvloed is.

## Delen van Herzogenrath

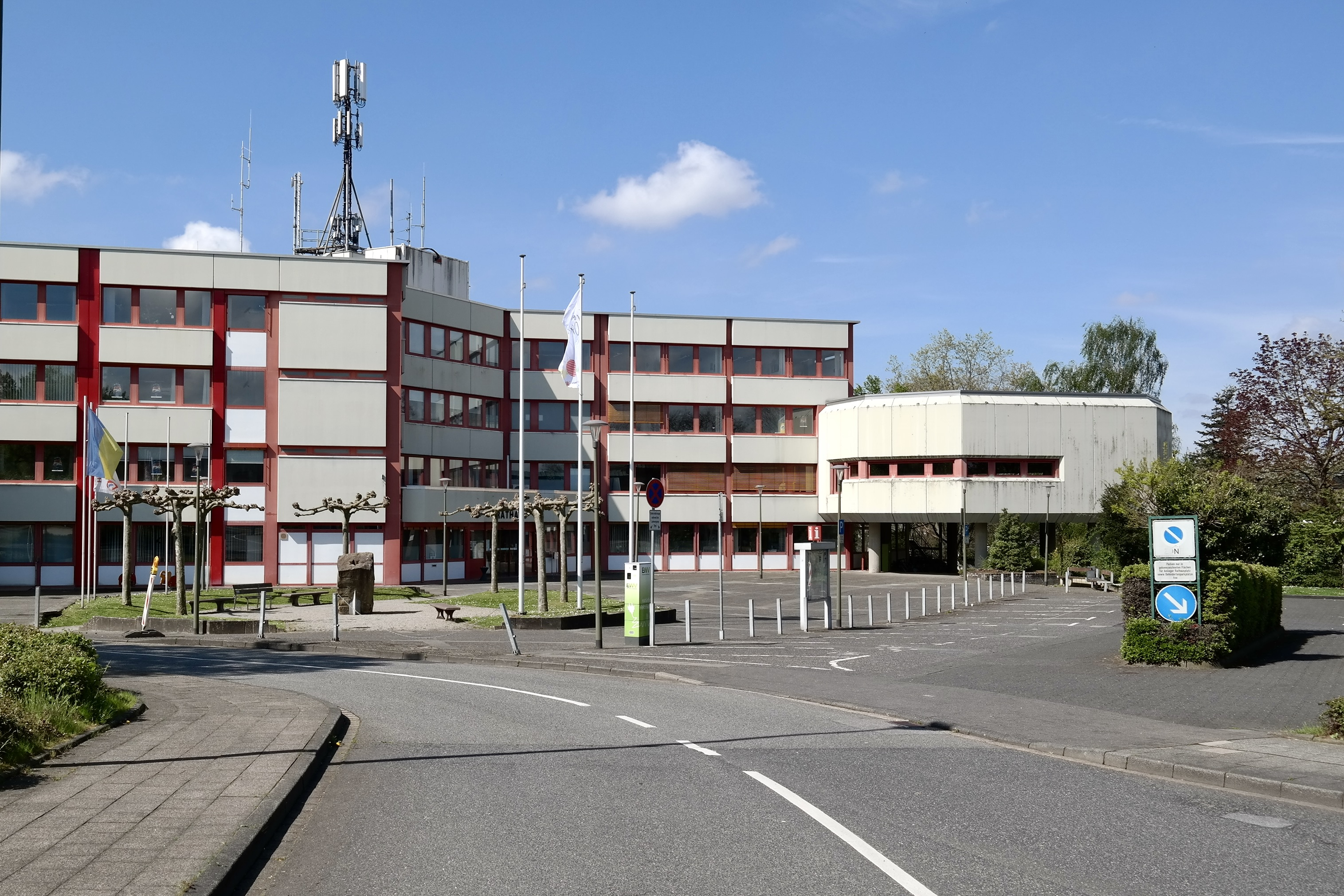
Het 'Rathaus' van Herzogenrath

| - Afden - Alt-Merkstein - Bank - Beckenberg - Berensberg - Bierstraß - Dahlen - Dornkaul - Feld - Finkenrath - Floes / Floss - Forensberg - Gasse - Hasenwald - Hegge(n) - Herbach - Hofstadt - Kessels | - Kircheich - Klinkheide - Kohlberg - Kohlscheid - Merkstein - Magerau - Maubach - Mitteluersfeld - Neu-Forensberg - Neumerbern - Niederbardenberg - Nivelstein - Noppenberg - Nordstern - Ophoven - Pannesheide - Pesch | - Pley - Plitschard - Rimburg - Ritzerfeld - Roland - Ruif - Rumpen - Schleypenhof - Schützenheide - Schweyerhof - Spidell - Straß - Streiffeld - Thiergarten - Thiergarten - Vorscheid - Wildnis - Worm |

## Geschiedenis
Herzogenrath werd voor het eerst vermeld in 1104, als burcht van de graven van Saffenberg. In 1282 werd de plaats voor het eerst aangeduid als  's-Hertogen Rode. In dit jaar verkreeg de plaats stadsrechten. Herzogenrath was in de Middeleeuwen de hoofdstad van het Land van 's-Hertogenrade (ook wel Rode genoemd), een van de Landen van Overmaas. De Burcht Rode in het centrum van de stad herinnert aan dit luisterrijke verleden. In 1288 kwam het kleine vorstendom na de Slag bij Woeringen samen met het hertogdom Limburg in handen van de hertogen van Brabant. Het volgde de geschiedenis van de Zuidelijke Nederlanden tot in 1815, toen bij het opheffen van het Franse departement Nedermaas enkele delen daarvan, waaronder Herzogenrath, aan Pruisen toegewezen werden (Traktaat van Aken).

## Economie
Vanaf eind 19e eeuw tot en met eind 20e eeuw was steenkoolmijnbouw van groot belang voor Herzogenrath en omgeving. Hierdoor is de gehele omgeving van Herzogenrath sterk verstedelijkt. In Herzogenrath kwam naast mijnbouw ook andere industrie voor. De aanwezigheid van kwartszand leidde tot glasfabrieken (Vereinigte Glaswerke VEGLA, sinds de jaren '90 van de 20e eeuw onderdeel van het Saint-Gobain-concern. In 1851 werd een fabriek voor naaimachinenaalden gesticht, de firma Schmetz, die in 2010 failliet ging. In het Technologiepark Herzogenrath zijn hoogtechnologische bedrijven gevestigd als Aixtron, dat onderdelen voor chipsmachines maakt, telecombedrijf Ericsson en Cerobear, dat keramische cilinderlagers vervaardigt voor turbopompen onder meer gebruikt in de Space Shuttle.

## Bezienswaardigheden
- Burg Rode, burcht nabij het centrum van de stad.
- Sint-Gertrudiskerk, driebeukige neobarokke kerk van 1914 met resten uit de 12e en 17e eeuw en voorgevel geflankeerd door twee torens.
- Sint-Josefkerk, driebeukige neogotische bakstenen kerk, hallenkerk met naastgebouwde westtoren, van 1908-1909.
- Onze-Lieve-Vrouw Hemelvaartkerk, neobarokke driebeukige basilicale kerk, gebouwd in baksteen, met links en rechts aangebouwde torens. 1913-1914
- Fabrieksgebouw en villa van de naaldenfabriek Schmetz.
- Enkele restanten van de stadsmuur
- Enkele woonhuizen, boerderijen, wegkruisen en dergelijke.
- De Nieuwstraat/Neustrasse, een internationale straat op de grens van het Duitse Herzogenrath en het Nederlandse Kerkrade.

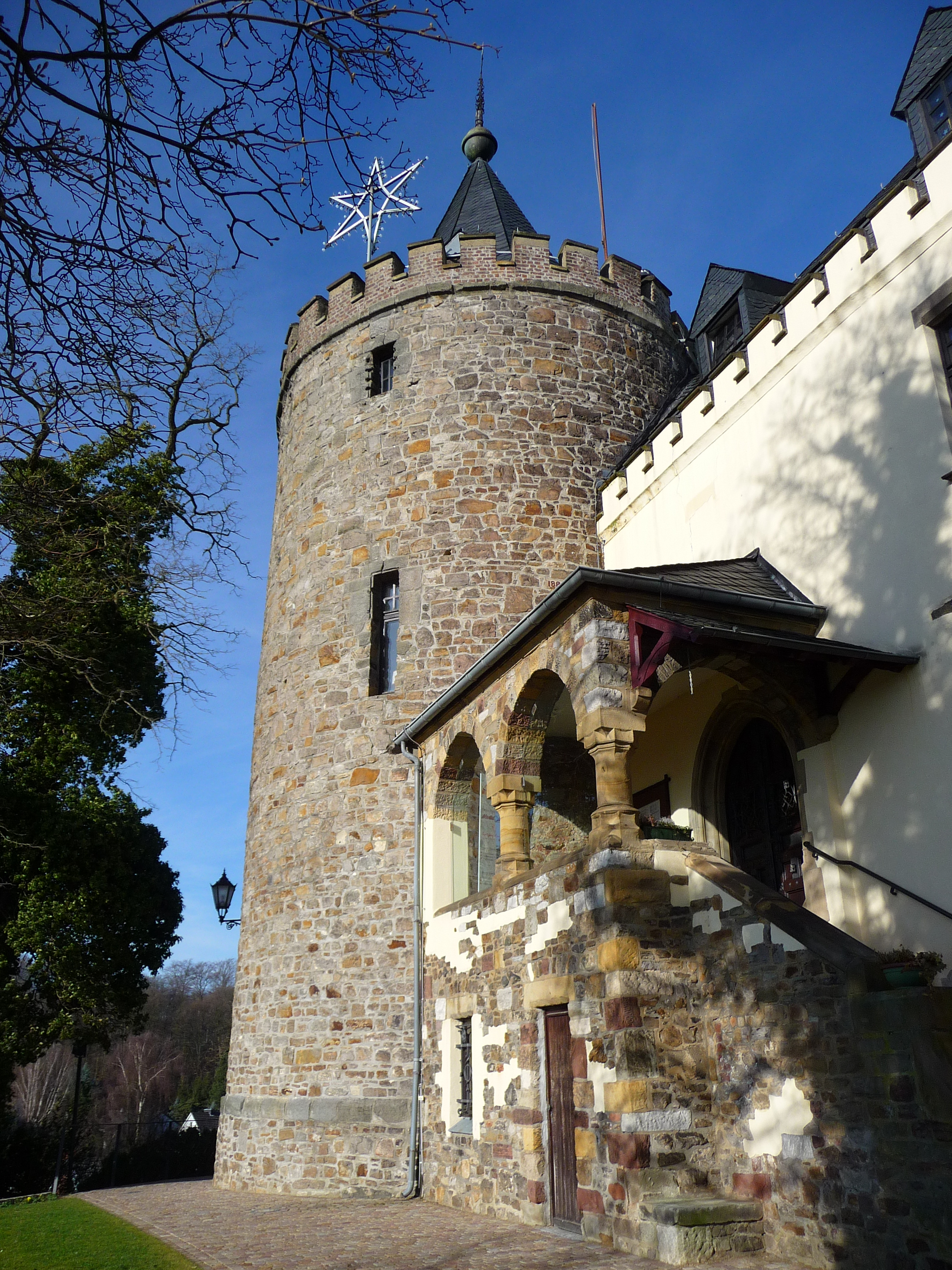
Burcht Rode
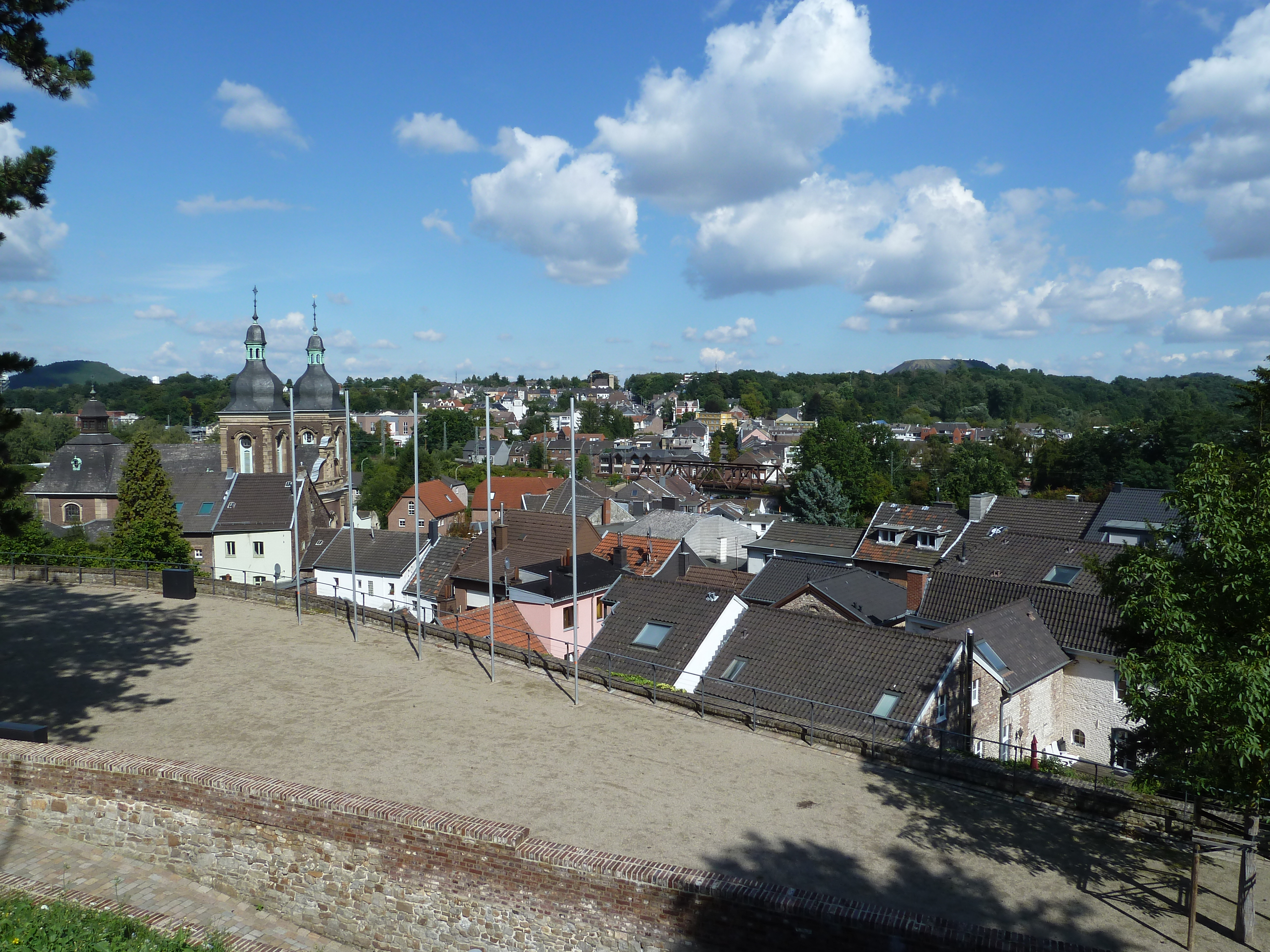
Stadszicht
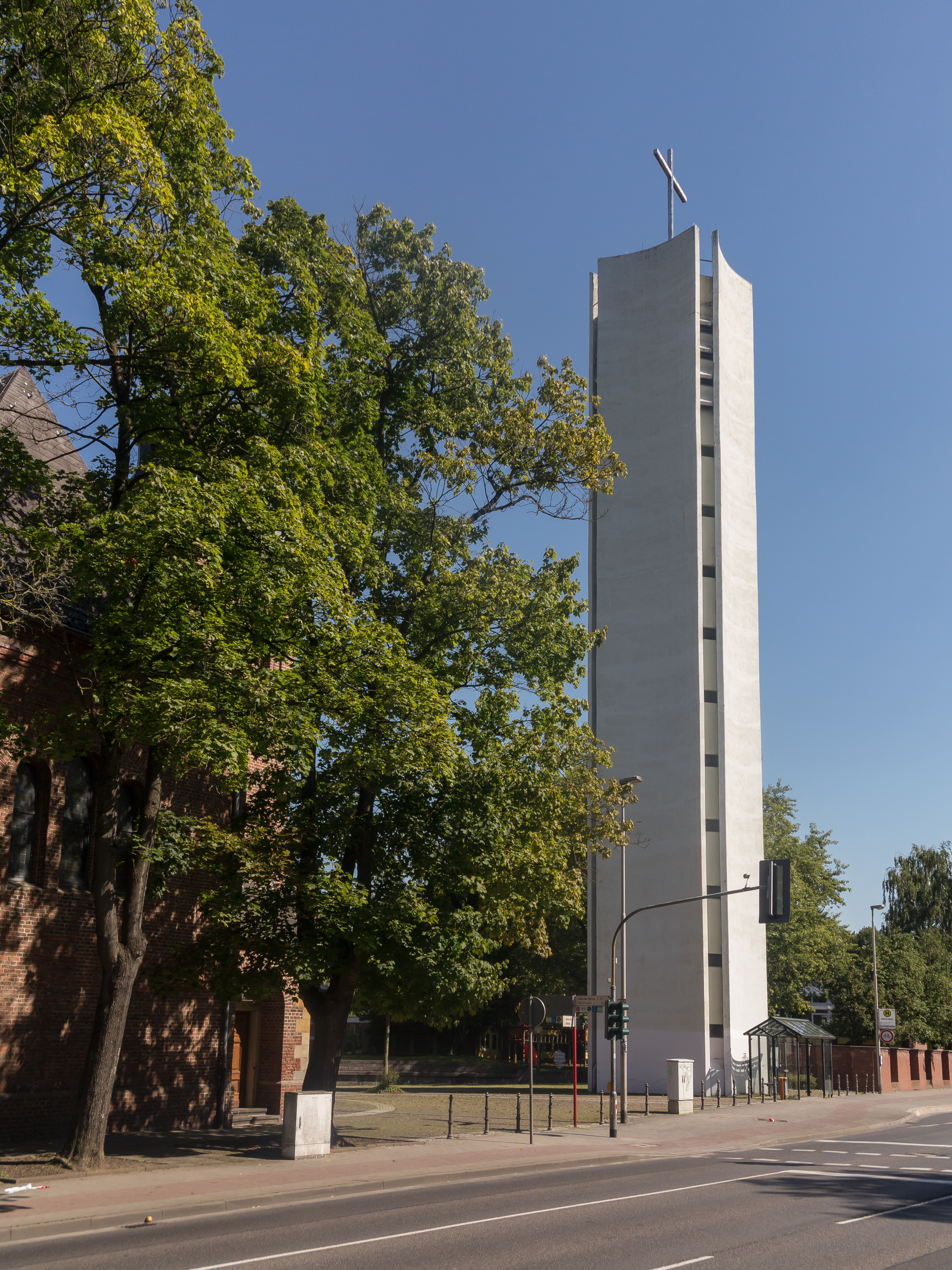
Klokkentoren van de Sint-Gertrudiskerk
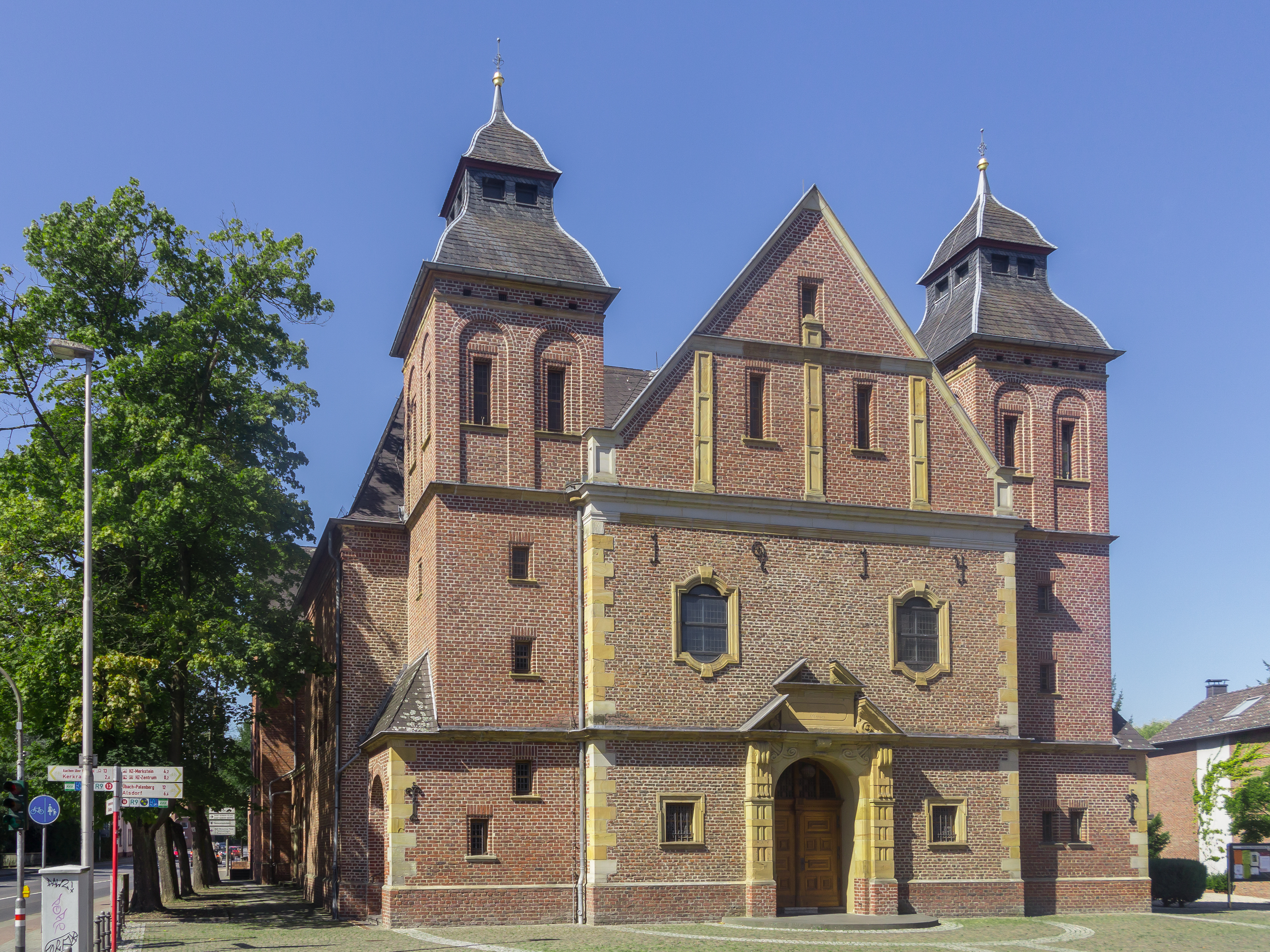
Sint-Gertrudiskerk
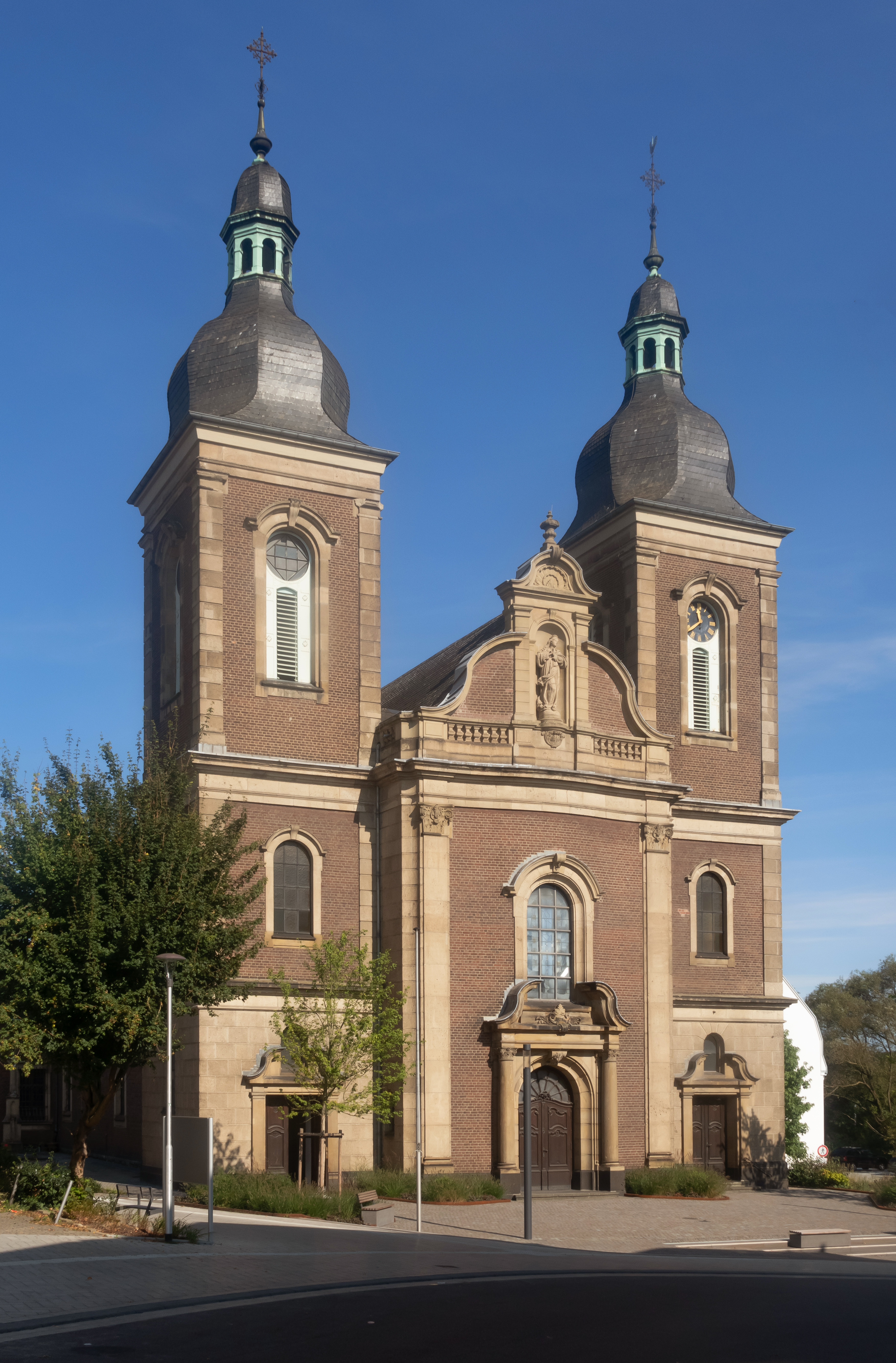
Onze-Lieve-Vrouw Hemelvaartkerk
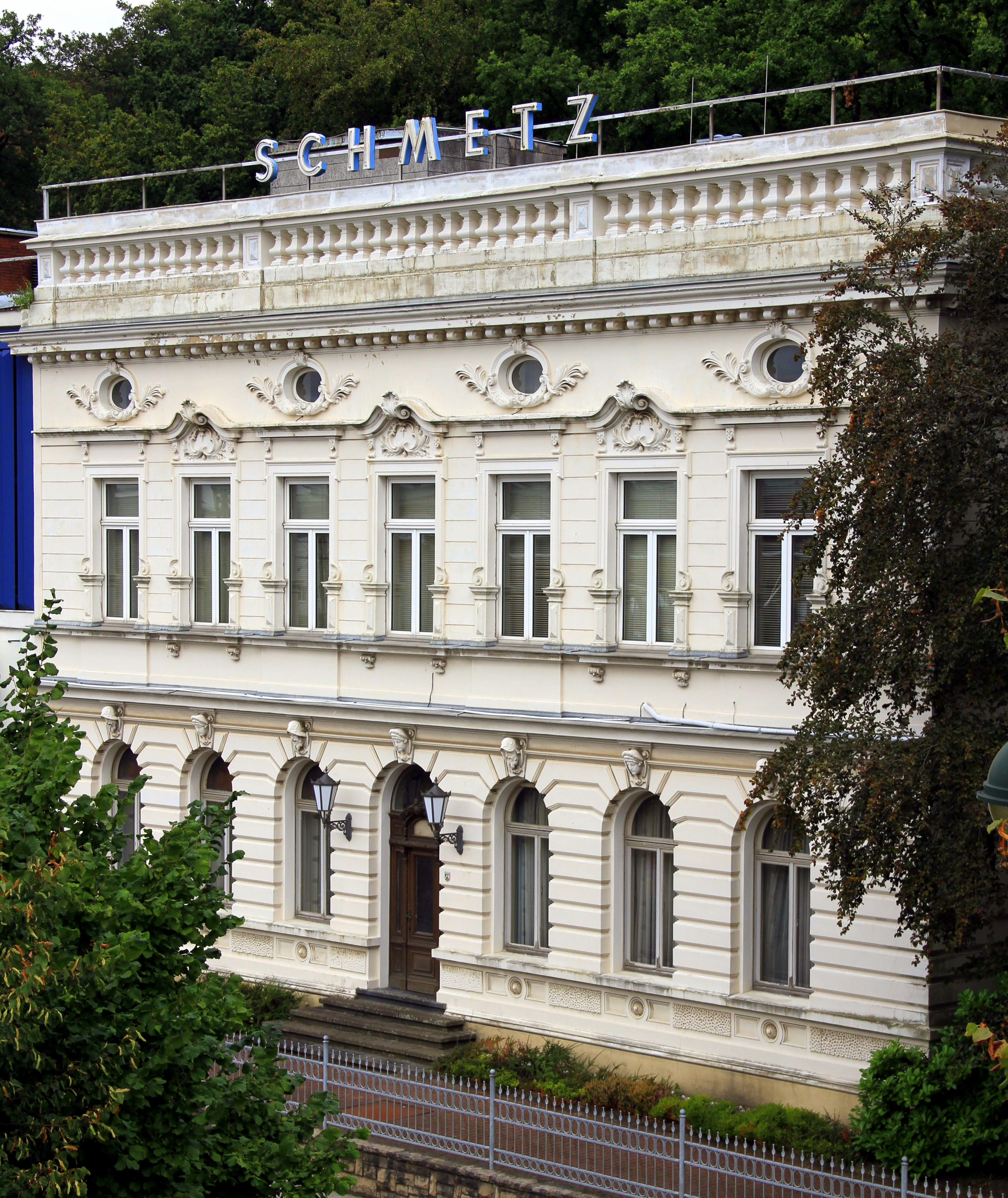
Naaldenfabriek Schmetz
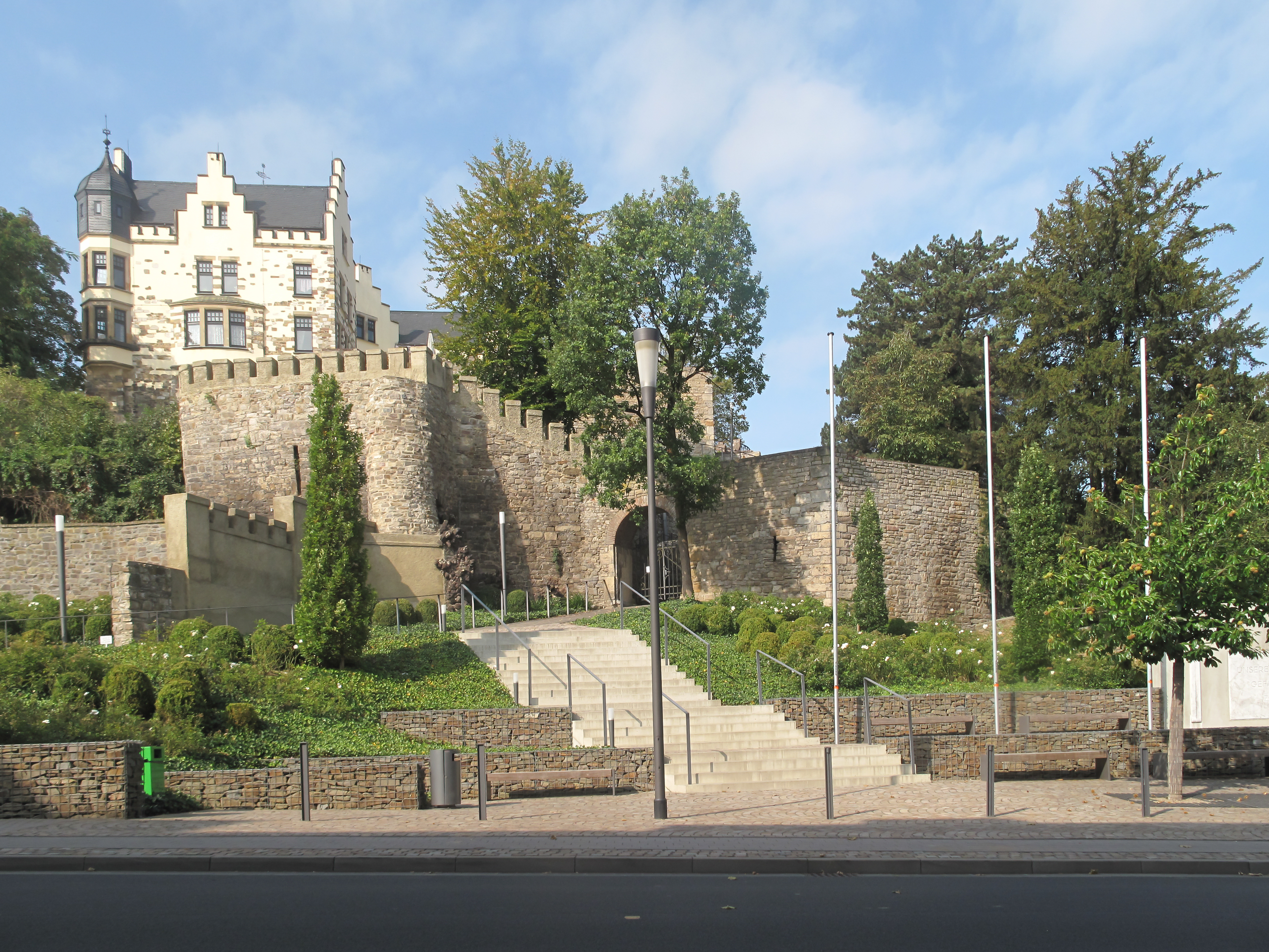
Burg Rode

## Natuur en landschap
Herzogenrath ligt aan de Worm in het Wormdal op een hoogte van 140 meter. In het zuiden ligt een voormalige bruinkoolgroeve, vervolgens vuilstort en later groengebied. Voorts loopt de Broicher Bach door de stad, waarlangs zich een recreatiegebied bevindt en verderop het natuurgebied Unteres Broichbachtal südlich Noppenberg. In het oosten vindt men de terrils van Noppenberg und Nordstein en Anna 2. De omgeving van Herzogenrath is sterk verstedelijkt, een verstedelijking die zich in het westen voortzet op Nederlands grondgebied.

## Verkeer
Van belang is de spoorlijn tussen Aken en Geilenkirchen. Ook vanuit Heerlen loopt een spoorverbinding via Herzogenrath naar Aken. Ook naar Alsdorf is een spoorverbinding. Het Station Herzogenrath wordt door deze lijnen aangedaan.

## Nabijgelegen kernen
Straß, Kerkrade, Merkstein, Niederbardenberg, Noppenberg

## Vervoer
Herzogenrath heeft een station, station Herzogenrath, dat ligt aan de spoorlijnen Aken - Kassel, Stolberg - Herzogenrath en Sittard - Herzogenrath.